# Cipotegato
El Cipotegato es la tradición más universal de Tarazona y tiene lugar cada año el día 27 de agosto. La fiesta fue declarada de interés regional aragonés en 1998 y de interés nacional en 2009.

## Descripción
El Cipotegato es un personaje turasionense encapuchado disfrazado de arlequín con los colores amarillo, rojo y verde. El día principal de las fiestas de Tarazona, a las doce en punto del mediodía, sale del Ayuntamiento e irrumpe en la plaza de España, antes del Mercado, a través de un pasillo abierto entre la multitud por amigos y antiguos Cipotegatos. Atravesando la plaza, es perseguido por la muchedumbre que le arroja tomates, realizando un recorrido por la ciudad. Si sale triunfante, será subido a la escultura erigida en su honor en la misma plaza.
El Cipotegato es elegido anualmente, desde el año 1987, en un sorteo realizado entre los jóvenes de la población.

## Historia
La fiesta aparece documentada a principios del siglo XX en el archivo municipal en donde consta el pago de seis pesetas al encargado de representar el personaje del Cipotegato. No es hasta la mitad del siglo XX cuando comienza la popular tradición de arrojar tomates al Cipotegato. Sin embargo, la tradición turiasonense está documentada en el archivo de la Catedral de Tarazona desde 1704, pero realmente se desconoce la real fecha del origen de la tradición, creyéndose anterior.
El historiador Javier Bona lo relaciona con el antiguo "Pellexo de Gato" que, a lo largo de 200 años, habría ahuyentado a los niños para que no entorpecieran la celebración de la procesión del Corpus Christi. Algunos de esos niños se habrían enfrentado a él tradicionalmente, lanzando gallones y tomates. Posteriormente el personaje abandona su función religiosa y pasa a la órbita civil, participando en el dance de Tarazona.
Con la llegada de la transición española y el aumento de libertades, más personas se sumarían al rito de lanzar tomates, del que también en 1974 fue víctima el alcalde y la policía local. Finalmente ha evolucionado hasta la fiesta que conocemos actualmente.

### Leyendas
Una primera vincula su origen a la existencia de un bufón que, tras haber recibido un impacto de tomate en la cara lanzado por el rey, usó a partir de entonces una máscara para protegerse que le daba aspecto de gato, y de ahí el nombre del personaje.
También existe otra leyenda que dice que originalmente, cada año se le daba a un preso la oportunidad de concederle la libertad tras sufrir la humillación de que la gente le lanzase las hortalizas que sobraban en el mercado, si conseguía zafarse de los que intentaban atraparlo, o bien si sobrevivía una lapidación.

### Cipotegatos
2024: Luis Javier Abril
2023: Raquel Azagra Magallón
2022: Andrea Domínguez Álava
2021: [Sin fiestas]
2020: [Sin fiestas]
2019: Rubén Jiménez Calvo
2018: Sergio Motilva Campos
2017: Juan Ortega Sanz
2016: Jesús Chaves Crespo
2015: Carlos Vijuesca Lamata
2014: Gorka Dallo Abaurrea
2013: Víctor Manuel Villarroya Calvo
2012: Pablo Escribano
2011: Mª Pilar Galindo
2010: Eduardo Arellano
2009: Carmelo Almarza Carrasco (primer año que se dio a conocer el recorrido)
2008: César Baroja
2007: Sergio Sánchez
2006: Juan Carlos Villanueva
2005: Álex Pueyo
2004: Enrique Calahorra
2003: José Manuel Jaray
2002: Joaquín Jiménez
2001: Manuel Murillo
2000: Saul García
1999: Gustavo Murillo
1998: Martín Calavia
1997: Carlos Arellano Zueco
1996: Pedro Ruiz
1995: Julio Ruiz
1994: Bautista Martínez Moreno
1993: Loreto Velilla (primera mujer Cipotegato)
1992: José Esteban Sainz (primera vez que se subió a la estatua del Cipotegato)
1991: César Sobrino Redal
1990: Arturo Berberana
1989: José Mª Soria García
1988: Pepe Mayor Delgado
1986-1987: Ángel Trigo Soto
1985: Juan Antonio Lacarta Ventura
1984: Luis Escribano